# Peperomia doellii
Peperomia doellii là một loài thực vật có hoa trong họ Hồ tiêu. Loài này được Phil. miêu tả khoa học đầu tiên.